# 완산동 (영천시)
완산동(完山洞)은 경상북도 영천시의 행정동이다. 완산동은 영천 시가지와 상가 및 금융의 중심지로, 전통오일장이 서며 약초상가가 형성된 지역이다. 신라 이전에 골벌이라는 부족국가를 형성한 영천시의 태동지로, 금강산성에서 뻗어 내린 작산과 남천(금호강)으로 감싸안은 주남벌 상류에 위치한 동이다.

## 법정동
- 완산동

## 명소
- 완산동 재래시장
- 둔치마당
- 영천역

## 주거
| 단지명                         | 건설사   | 시행사                        | 주소        | 입주        | 비고 |
| ------------------------------ | -------- | ----------------------------- | ----------- | ----------- | ---- |
| 완산 청구하이츠                | ㈜청구   | ㈜청구                        | 강남길 31   | 2001년 11월 |      |
| e편한세상 영천 1단지           | 대림산업 | 한국자산신탁 ㈜고은힐즈       | 완산9길 15  | 2021년 3월  |      |
| e편한세상 영천 2단지           | 대림산업 | 한국자산신탁 ㈜고은힐즈       | 완산9길 16  | 2021년 3월  |      |
| 영천완산 미소지움              | 신성건설 | 한국자산신탁 ㈜엘컴           | 완산5길 25  | 2018년 2월  |      |
| 영천완산 2차 미소지움 프리미엄 | 신성건설 | 한국자산신탁 ㈜디앤엘에이엠씨 | 완산5길 111 | 2019년 2월  |      |

## 특산물
- 한약재